# Dawn Dunlap
Dawn Dunlap (Austin, 17 maggio 1963) è un'attrice statunitense.

## Biografia
Dopo aver iniziato la carriera come modella, fa il suo esordio al cinema ancora sedicenne, recitando il ruolo da protagonista in Laura, primizie d'amore di David Hamilton dove oltre a diverse scene di nudo gira anche una scena di sesso. Dopo alcuni ruoli secondari, è di nuovo protagonista in Forbidden World e La regina dei barbari. Nel 1985 decide di ritirarsi dal cinema.

## Filmografia
- Laura, primizie d'amore (Laura, les ombres de l'été), regia di David Hamilton (1979)
- American Blue Jeans (Liar's Moon), regia di David Fisher (1981)
- Night Shift - Turno di notte (Night Shift), regia di Ron Howard (1982)
- Forbidden World, regia di Allan Holzman (1982)
- Heartbreaker, regia di Frank Zuniga (1983)
- La regina dei barbari (Barbarian Queen), regia di Héctor Olivera (1985)